# Lex Aelia Sentia
La lex Aelia Sentia del 4 d.C. fu disposta per contrastare gli abusi della manomissione.

## Descrizione
È citata da Gaio nelle Institutiones (I,13), a proposito dello status assunto dai servi affrancati. In particolare, questi ultimi, divenuti liberti, potevano rientrare nel novero dei cittadini romani, latini o dei dediticii.
La legge stabiliva che coloro che s'erano macchiati di "turpitudini", per crimini commessi o per aver combattuto contro Roma e poi essersi consegnati, divenendo così schiavi, dopo la manumissio restavano peregrini dediticii. 
Non era loro concesso diventare in nessun caso cittadini romani e per di più dovettero subire le seguenti restrizioni:
- non potevano risiedere a Roma, né entro 100 miglia da Roma;
- se fosse stata infranta tale disposizione, sarebbero stati venduti nelle aste pubbliche e una volta schiavi non solo non avrebbero potuto essere più affrancati, ma non avrebbero concesso loro nemmeno di risiedere a Roma, né entro 100 miglia da Roma;
- se fosse stata infranta tale disposizione, sarebbero diventati schiavi del popolo romano.

Ai Latini, invece, era concessa una seconda manumissio con la quale essi diventavano liberti e cittadini romani. Inoltre, erano previste delle condizioni precise per acquistare la cittadinanza romana:
- età maggiore dei 30 anni;
- essere stati oggetto di dominium ex iure Quiritium e liberati...;
- ...mediante manumissio legittima (vindicta; censu; testamento);

Tuttavia, erano presenti eccezioni. Ad esempio, un servo minore di 30 anni poteva ugualmente essere manomesso se c'era stata una manumissio iusta causa dinanzi ad un consilium. Un servo d'età inferiore a 30 anni acquistava la cittadinanza anche se, rivolgendosi al pretore o ai praesides provinciarum (nelle province), otteneva un'attestazione sul fatto di avere:
- moglie cittadina romana, o Latina coloniaria o della sua stessa condizione;
- 7 testimoni cittadini romani, puberi;
- un figlio anniculus (d'età non inferiore ad un anno).